# Simulación numérica directa
Una «simulación numérica directa» (DNS)  es una simulación en dinámica de fluidos computacional (CFD) en la que las ecuaciones de Navier-Stokes se resuelven numéricamente sin ningún modelado de turbulencia. Esto significa que debe resolverse todo el rango de escalas espaciales y temporales de la turbulencia. Todas las escalas espaciales de la turbulencia deben resolverse en la malla computacional, desde las escalas disipativas más pequeñas (microescalas de Kolmogórov), hasta la escala integral {\displaystyle L}, asociada a los movimientos que contienen la mayor parte de la energía cinética. La escala de Kolmogorov, {\displaystyle \eta }, viene dada por
{\displaystyle \eta =(\nu ^{3}/\varepsilon )^{1/4}}
donde {\displaystyle \nu } es la viscosidad cinemática y {\displaystyle \varepsilon } es la tasa de disipación de la energía cinética. Por otro lado, la escala integral depende normalmente de la escala espacial de las condiciones de contorno.
Para satisfacer estos requisitos de resolución, el número de puntos {\displaystyle N} a lo largo de una dirección de malla dada con incrementos {\displaystyle h}, debe ser
{\displaystyle Nh>L,\,}
para que la escala integral esté contenida dentro del dominio computacional, y también
{\displaystyle h\leq \eta ,\,}
para que la escala de Kolmogorov pueda resolverse.
Dado que
{\displaystyle \varepsilon \approx {u'}^{3}/L,}
donde {\displaystyle u'} es la raíz cuadrática media (RMS) de la velocidad, las relaciones anteriores implican que un DNS tridimensional requiere un número de puntos de malla {\displaystyle N^{3}} que satisfaga
{\displaystyle N^{3}\geq \mathrm {Re} ^{9/4}=\mathrm {Re} ^{2.25}}
donde {\displaystyle \mathrm {Re} } es el número de Reynolds turbulento:
{\displaystyle \mathrm {Re} ={\frac {u'L}{\nu }}.}
Por lo tanto, el requisito de almacenamiento de memoria en un DNS crece muy rápido con el número de Reynolds. Además, dada la gran cantidad de memoria necesaria, la integración de la solución en el tiempo debe realizarse mediante un método explícito. Esto significa que, para que sea precisa, la integración, para la mayoría de los métodos de discretización, debe realizarse con un paso de tiempo, {\displaystyle \Delta t}, lo suficientemente pequeño como para que una partícula de fluido se mueva solo una fracción del espaciado de malla {\displaystyle h} en cada paso. Es decir,
{\displaystyle C={\frac {u'\Delta t}{h}}<1}
({\displaystyle C} es aquí el número de Courant). El intervalo de tiempo total simulado es generalmente proporcional a la escala de tiempo de turbulencia {\displaystyle \tau } dada por
{\displaystyle \tau ={\frac {L}{u'}}.}
Combinando estas relaciones, y el hecho de que {\displaystyle h} debe ser del orden de {\displaystyle \eta }, el número de pasos de integración de tiempo debe ser proporcional a {\displaystyle L/(C\eta )}. Por otro lado, a partir de las definiciones de {\displaystyle \mathrm {Re} }, {\displaystyle \eta } y {\displaystyle L} dadas anteriormente, se deduce que 
{\displaystyle {\frac {L}{\eta }}\sim \mathrm {Re} ^{3/4},}
y, en consecuencia, el número de pasos de tiempo también crece como una ley potencial del número de Reynolds.
Se puede estimar que el número de operaciones de punto flotante necesarias para completar la simulación es proporcional al número de puntos de malla y al número de pasos de tiempo y, en conclusión, el número de operaciones crece como {\displaystyle \mathrm {Re} ^{3}}.
Por lo tanto, el coste computacional de la DNS es muy alto, incluso con números de Reynolds bajos. Para los números de Reynolds que se encuentran en la mayoría de las aplicaciones industriales, los recursos computacionales requeridos por una DNS excederían la capacidad de las computadoras más poderosas disponibles actualmente. Sin embargo, la simulación numérica directa es una herramienta útil en la investigación fundamental de la turbulencia. Mediante DNS es posible realizar «experimentos numéricos» y extraer de ellos información difícil o imposible de obtener en el laboratorio, lo que permite comprender mejor la física de la turbulencia. Además, las simulaciones numéricas directas son útiles en el desarrollo de modelos de turbulencia para aplicaciones prácticas, como los modelos de escala subreticular para la simulación de grandes remolinos (LES) y los modelos para métodos que resuelven las ecuaciones de Navier-Stokes promediadas por Reynolds (RANS). Esto se hace mediante pruebas «a priori», en las que los datos de entrada para el modelo se toman de una simulación DNS, o mediante pruebas «a posteriori», en las que los resultados producidos por el modelo se comparan con los obtenidos por DNS.